# Controverse de Bitburg
La controverse de Bitburg désigne le tollé provoqué par la visite du président Ronald Reagan, nouvellement élu pour son second mandat, au cimetière militaire de Bitburg, en République fédérale allemande (RFA), visant à célébrer les 40 ans de la fin de la guerre. Quelques jours après le sommet du G7 à Bonn, la rencontre entre Reagan et le chancelier Helmut Kohl, le 5 mai 1985, devait signifier l'alliance entre les deux pays et le soutien mutuel apporté dans la crise des euromissiles.

## Histoire
Cette visite déclencha cependant un tollé, notamment dans les milieux juifs américains, le cimetière - choisi en raison de sa proximité avec la Bitburg Air Base - étant le lieu d'inhumation de 49 membres de la Waffen-SS. De surcroît, Reagan émit un communiqué, le 18 avril 1985, qui présentait ces soldats comme des «victimes» en raison de leur jeune âge, s'attirant l'indignation de personnalités face à la mise sur le même plan des victimes exterminées dans les camps de concentration et des soldats .
De nombreuses voix, dont celles de Kenneth J. Bialkin, secrétaire général de la Conférence des Présidents des Major Jewish Organizations, et d'Elie Wiesel, alors secrétaire de l'United States Holocaust Memorial Council (en), s'élevèrent alors pour pousser Reagan à annuler la visite, d'autant plus que celui-ci s'était refusé de visiter dans le même temps tout camp de concentration, lors d'une conférence de presse du 21 mars 1985 . 53 sénateurs et 101 députés envoyèrent une lettre publique demandant la suspension de cette visite . À la suite de l'admonestation d'Elie Wiesel, la Maison-Blanche décida d'ajouter au programme une visite du camp de Bergen-Belsen. Celle-ci fut accueillie par une manifestation de protestation, à laquelle participait Menachem Z. Rosensaft (en), secrétaire fondateur de l'International Network of Children of Jewish Holocaust Survivors. Les rabbins allemands refusèrent de participer aux commémorations de Bitburg .
En retour, les atermoiements autour de la visite provoquèrent une vague de contre-protestations nationalistes en RFA, revendiquant le droit d'honorer les soldats SS morts, en les présentant comme des « combattants de la liberté » contre l'URSS . La controverse historique déclenchée par la suite par l'historien Ernst Nolte (Historikerstreit) a pu être rapprochée de ce climat . De fait, Habermas, l'un des principaux participants de l’Historikerstreit, avait publié un article sur la signification de Bitburg dans Die Zeit, le 24 mai 1985, tandis que Martin Broszat écrivait son « Plaidoyer pour l'historisation du national-socialisme » également en réponse à Bitburg. En amont, la publication de l'Histoire des Allemands d'Hellmut Diwald, en 1978, préfigurait également cet affrontement.
L'événement inspira plusieurs artistes, tels les Ramones (Bonzo Goes to Bitburg), Frank Zappa (Reagan At Bitburg) ou encore Robyn Hitchcock (The President).